# 166 a.C.
Il 166 a.C. (CLXVI a.C. in numeri romani) è un anno  del II secolo a.C.

## Eventi
- Giuda Maccabeo subentra al padre nella rivolta che porterà alla riconquista di Gerusalemme.

## Nati
- 15 ottobre - Tolomeo Eupatore, principe egizio († 152 a.C.)

## Morti
- Perseo di Macedonia, sovrano macedone antico (n. 213 a.C.)